# Varbó, Borsod-Abaúj-Zemplén
Varbó este un sat în districtul Miskolc, județul Borsod-Abaúj-Zemplén, Ungaria, având o populație de 1.157 de locuitori (2011). 

## Demografie
Componența etnică a satului Varbó
     Maghiari (99,27%)
     Romi (0,73%)
Componența confesională a satului Varbó
     Reformați (52,81%)
     Fără religie (10,37%)
     Romano-catolici (6,66%)
     Greco-catolici (2,25%)
     Necunoscută (27,92%)
     Alte religii (2,68%)
Conform recensământului din 2011, satul Varbó avea 1.157 de locuitori. Din punct de vedere etnic, majoritatea locuitorilor (99,27%) erau maghiari.  Din punct de vedere confesional, majoritatea locuitorilor (52,81%) erau reformați, existând și minorități de persoane fără religie (10,37%), romano-catolici (6,66%) și greco-catolici (2,25%). Pentru 27,92% din locuitori nu este cunoscută apartenența confesională.